# Jon Smith
Jonathan „Jon“ Scott Smith (* 9. Mai 1961 in Salem, Massachusetts) ist ein ehemaliger Ruderer aus den Vereinigten Staaten, der 1987 Weltmeister mit dem Achter war. 

## Sportliche Karriere
Der 1,90 m große Jon Smith gewann bei den Olympischen Spielen 1984 mit dem Vierer ohne Steuermann in der Besetzung David Clark, Jon Smith, Phillip Stekl und Alan Forney die Silbermedaille hinter den Neuseeländern. Während bei den Olympischen Spielen 1984 wegen des Olympiaboykotts mit der DDR und der Sowjetunion wichtige Rudernationen gefehlt hatten, waren bei den Weltmeisterschaften 1985 alle Länder am Start. Jon Smith gewann mit dem US-Achter die Bronzemedaille hinter der Sowjetunion und den Italienern. 1987 gewann der US-Achter den Titel bei den Weltmeisterschaften in Kopenhagen vor den Booten aus der DDR und aus Italien. Bei den Olympischen Spielen 1988 in Seoul trat der US-Achter mit Michael Teti, Jon Smith, Edward Patton, John Rusher, Peter Nordell, Jeffrey McLaughlin, Douglas Burden, John Pescatore und Seth Bauer an, gegenüber der Besetzung des Vorjahres war lediglich John Rusher für Michael Still ins Boot gerückt. Im Olympiafinale siegte der Achter aus der Bundesrepublik vor dem sowjetischen Boot, der US-Achter gewann die Bronzemedaille. Vier Jahre später war Jon Smith auch bei den Olympischen Spielen 1992 im Einsatz, im Zweier mit Steuermann belegte er den neunten Platz.